# Суперкубок України з волейболу серед жінок 2018
Суперкубок України з волейболу серед жінок 2018 — 3-й розіграш суперкубку України, в якому беруть участь переможці чемпіонату та кубку України. Матч відбувся 22 вересня 2018 року. Втретє поспіль володарем трофею став южненський «Хімік».

## Регламент
Команди грають між собою один матч.

## Учасники турніру
| Команда          | Кваліфікувалася як                        | Попередній сезон        |
| ---------------- | ----------------------------------------- | ----------------------- |
| «Хімік»          | Суперліга 2017/18 / Кубку України 2017/18 | Суперкубок України 2017 |
| «Галичанка-ТНЕУ» | Фіналіст Кубку України 2017/18            | Суперкубок України 2017 |

## Матч
| 22 вересня 2018 | «Хімік» | 3:0 (25-12, 25-21, 25-9) | «Галичанка-ТНЕУ» | Луцьк                                                    |  |
|                 |         | Звіт                     |                  | Стадіон: СК ОДЮСШ Глядачі: 417 Суддя: Скібіцький, Паршин |  |

«Хімік»: Дар'я Дрозд, Олена Напалкова, Катерина Дудник, Діана Карпець, Юлія Микитюк, Юлія Бойко; Кристина Нємцева (л), Анастасія Маєвська, Дар'я Великоконь, Євгенія Хобер, Дарія Степановська (к), Дар'я Дуденок. Тренер — Андрій Романович.
«Галичанка»: Олена Стасівська (к), Олександра Міленко, Валерія Дрьомова, Олександра Протянова, Вікторія Ігнатова, Людмила Борознова; Вікторія Дельрос (л), Ангеліна Мірчева, Тетяна Ротар, Оксана Пилипенко, Анастасія Лях, Анастасія Коваль. Тренер — Віктор Туркула.